# بوب وين
بوب وين (بالإنجليزية: Bob Wynn)‏ هو لاعب غولف أمريكي، ولد في 27 يناير 1940 في لانكستر في الولايات المتحدة، وتوفي في 18 مايو 2005 بسبب سرطان الرئة.

## وصلات خارجية
- بوب وين على موقع رابطة لاعبي الغولف المحترفين (الإنجليزية)